# Botuș
Botuș – wieś w Rumunii, w okręgu Suczawa, w gminie Fundu Moldovei. W 2011 roku liczyła 551 mieszkańców.